# Sekar Alas
Sekar Alas is een bestuurslaag in het regentschap Ngawi van de provincie Oost-Java, Indonesië. Sekar Alas telt 4828 inwoners (volkstelling 2010).